# Htay Oo
Htay Oo, né le 20 janvier 1950, est un homme politique birman.